# Belisana limpida
Belisana limpida is een spinnensoort uit de familie trilspinnen (Pholcidae). De soort komt voor in Vietnam. 